# Cercopithecus erythrotis
Il cercopiteco dalle orecchie rosse (Cercopithecus erythrotis) è un primate della famiglia delle Cercopithecidae.

## Descrizione
La lunghezza del corpo varia tra 40 e 60 cm, il peso fra 3 e 6,5 kg; i maschi sono più grandi delle femmine.
Il colore è bruno sul dorso e più chiaro sul lato ventrale, dove è biancastro. Il naso e le orecchie sono rossi, le basette bianco-giallastre e il resto del muso bluastro.

## Distribuzione e habitat
L'areale è costituito da una zona dell'Africa centrale che comprende la Nigeria sudorientale, il Camerun sudoccidentale e l'isola Bioko. L'habitat è costituito dalla foresta.

## Biologia
Conduce vita arboricola e l'attività è diurna. Vive in gruppi costituiti da un maschio adulto, femmine e piccoli. Il numero dei costituenti il gruppo può variare tra 4 e 35 individui. 
Come per gli altri cercopitechi la dieta è costituita prevalentemente di frutta, ma contiene anche altri alimenti vegetali e insetti.

## Conservazione
La specie è minacciata non solo dalla distruzione dell'ambiente, ma anche dalla caccia di cui è oggetto per consumarne la carne. La IUCN considera la specie vulnerabile.